# Else Züblin-Spiller

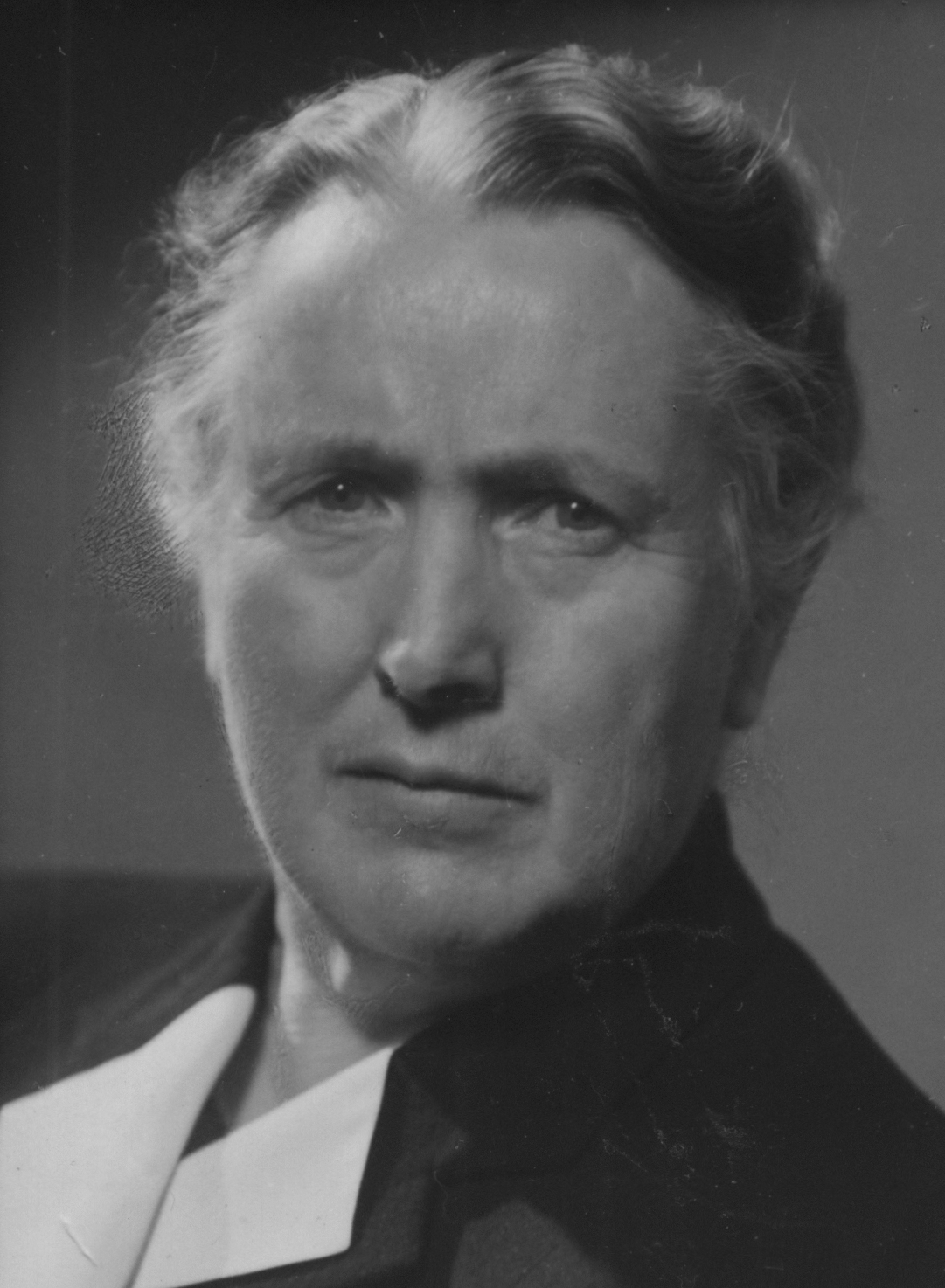
Else Züblin-Spiller

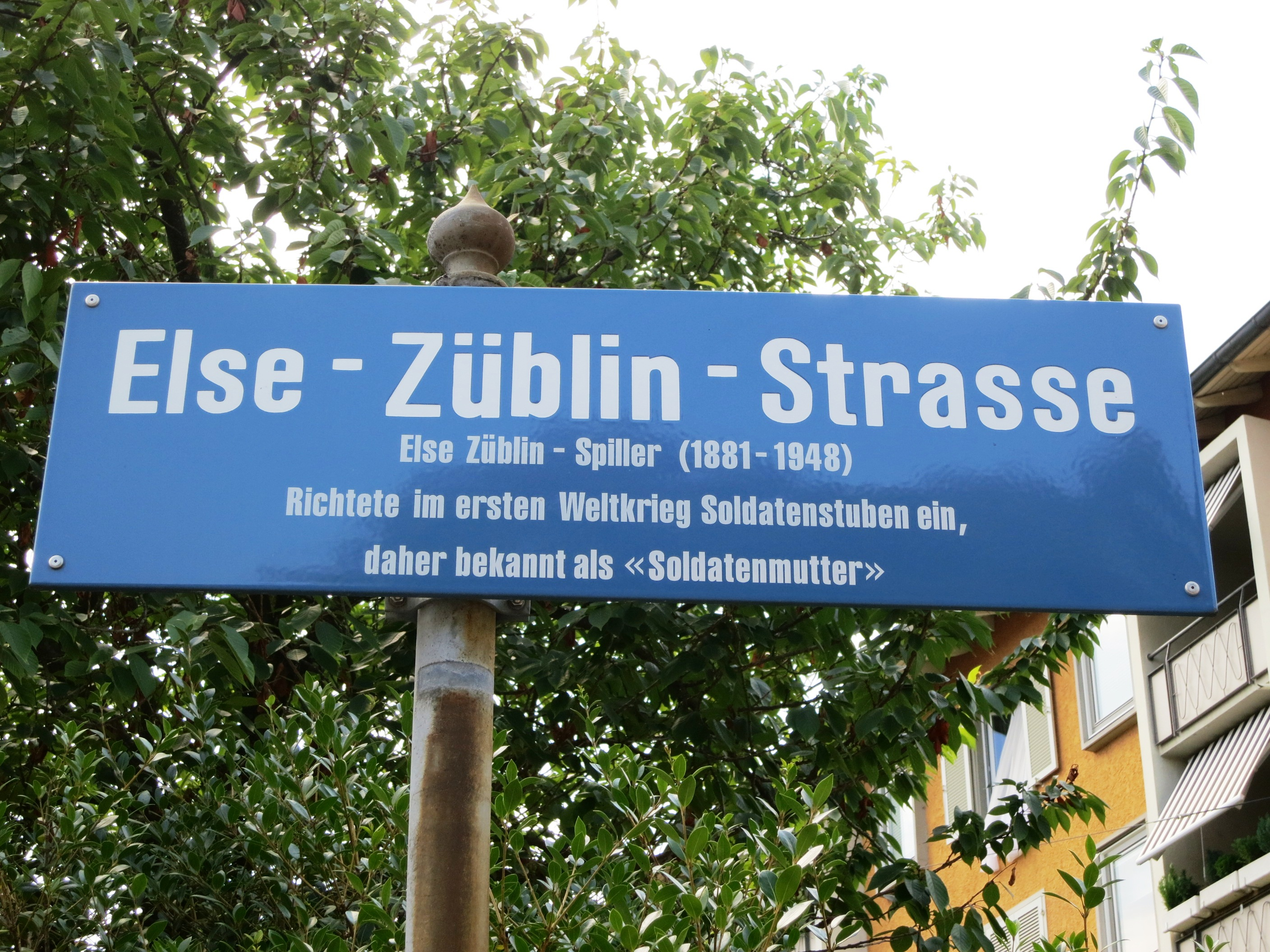
Strasse für die Soldatenmutter, Zürich-Albisrieden

Else Züblin-Spiller, bis 1921 Else Spiller (* 1. Oktober 1881 in Seen (heute Winterthur); † 11. April 1948 in Kilchberg) war eine Schweizer Journalistin, Abstinenzlerin, Unternehmerin und Mitbegründerin einer heute noch bestehenden Non-Profit-Organisation.

## Leben und Werk
Sie war die Tochter eines Sulzer-Monteurs, der mit 39 Jahren an Tuberkulose starb. Nach dem Tod des Vaters zog die Mutter mit den drei Kindern in ein kleines Heimwesen mit etwas Landwirtschaft in Wallisellen. Um beim Lebensunterhalt der Familie mitzuhelfen, nahm Spiller verschiedene Stellen in Papierhandlungen und im Hotelgewerbe an.
1904 bekam sie eine Stelle im Druckereibüro des Jean Frey Verlages, wo sie mit dem Schreiben von Berichten für verschiedene Landzeitungen begann. Später schrieb sie für die NZZ sozialpolitische Reportagen und wurde 1911 erste Redaktorin einer politischen Zeitung, der Schweizerischen Wochenzeitung. Gleichzeitig redigierte sie die Schweizer Hauszeitung und leitete den Pressedienst der Heilsarmee. Unter anderem berichtete sie aus den Slums moderner Grossstädte in Europa, die sie bereiste.
Sie gründete 1914 den Schweizer Verband Soldatenwohl als Non-Profit-Organisation, um die Schweizer Soldaten mit preiswerter und gesunder Kost zu versorgen und dem verbreiteten Alkoholkonsum etwas entgegenzusetzen. Unter ihrer Leitung entstanden in der Zeit des Ersten Weltkrieges, vom November 1914 (Bassecourt) bis Ende 1919, in der ganzen Schweiz gegen 1000 und im Zweiten Weltkrieg rund 700 alkoholfreie Orte („Soldatenstuben“), wo die Soldaten auch ihre Freizeit verbringen konnten.

Soldatenstube im Schulzimmer von Bonfol
Else Spiller auf Inspektionsfahrt an der Grenze bei Prés du Largin (Bonfol) mit dem Fürsorgechef der Armee Oberst Markus Feldmann 1914–1918
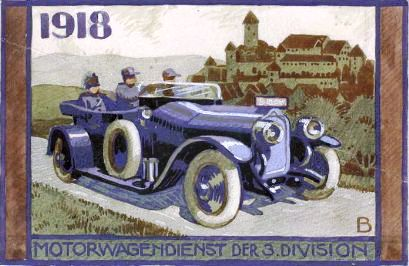
Soldatenmarke mit Spiller-Foto als Vorlage von Fred Bieri für den Motorwagendienst der 3. Division, Hintergrund Schloss Pruntrut
Soldatenstube in Courgenay JU
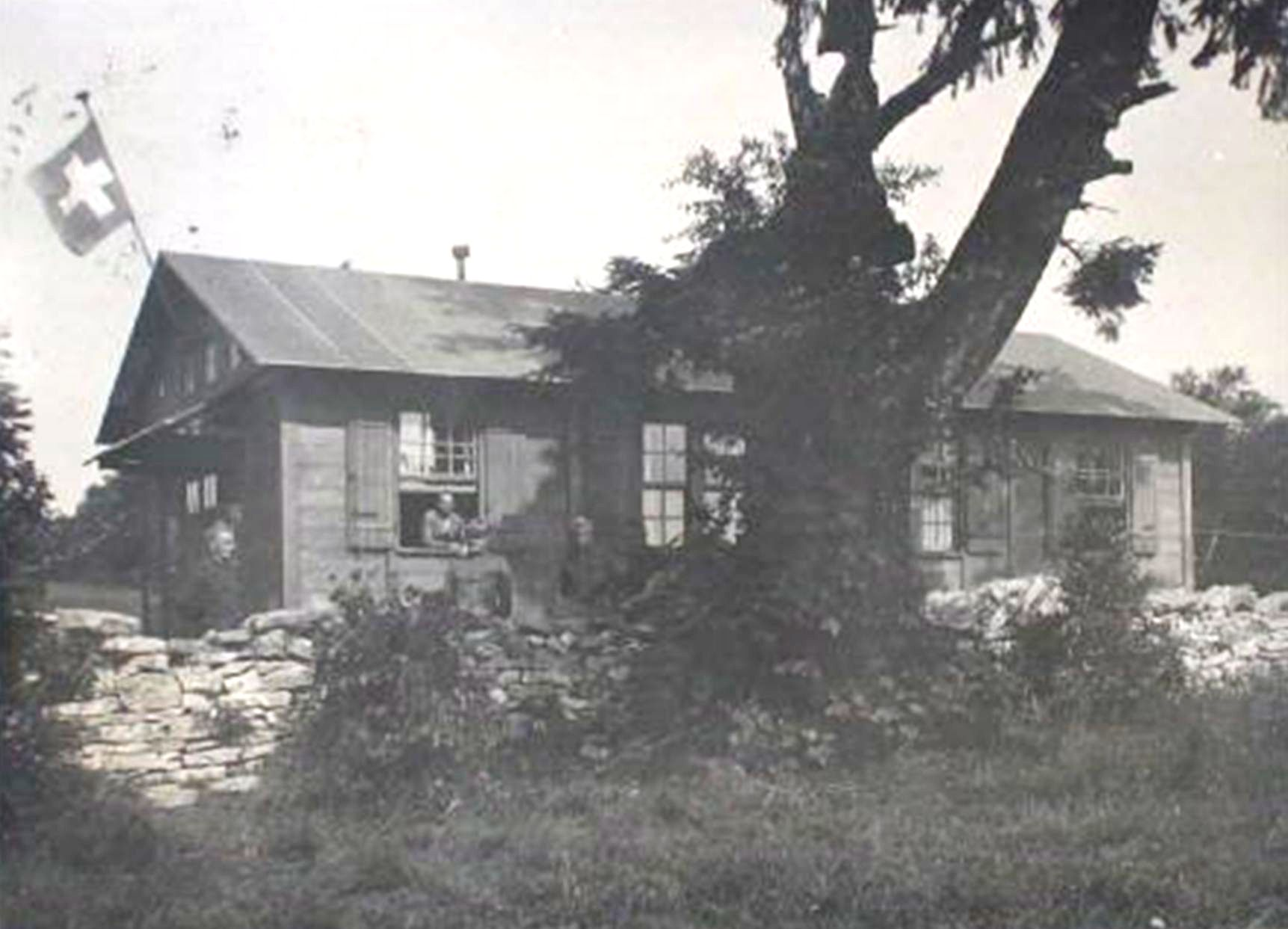
Soldatenstube Haute-Borne, Delsberg, 10. Juli 1918
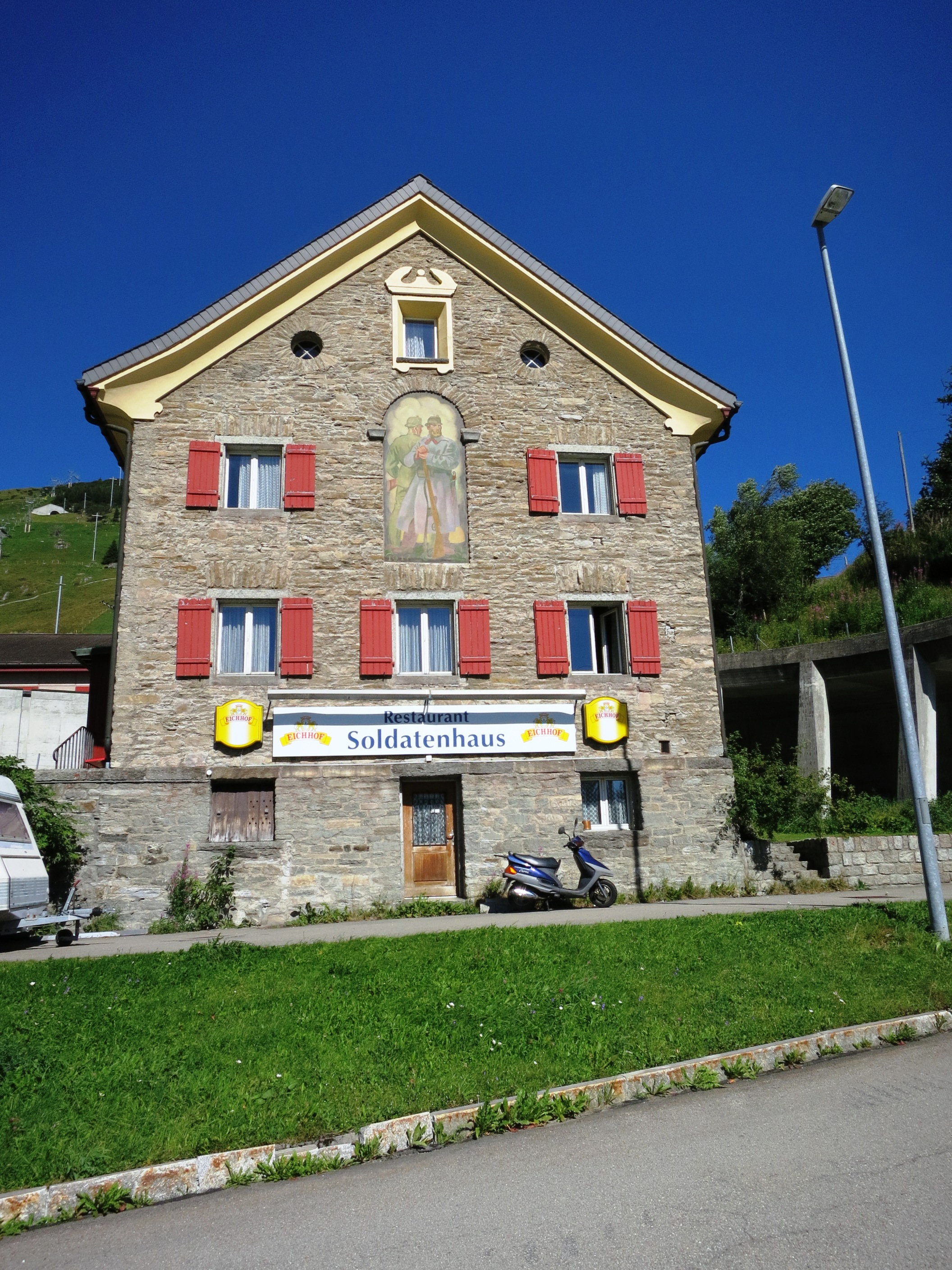
Soldatenstube Andermatt von 1917

1916 gründete Else Spiller in Zusammenarbeit mit dem Eidgenössischen Militärdepartement und dem Schweizerischen Roten Kreuz die Soldatenfürsorge, die ab 1917 auch kranke Wehrmänner beschäftigte. Ende des Ersten Weltkriegs begleitete sie 200 Schweizer Industrielle auf ihrer Reise nach Amerika. Die Unternehmer nahmen sich die Fliessbänder der Detroiter Ford-Auto-Fabrik zum Vorbild, Spiller die Einrichtungen für die Arbeiterschaft: Horte und Kantinen.
Nach dem Krieg engagierte sie sich für die Arbeiter und Arbeiterinnen in Winterthur und Umgebung und richtete in Fabriken und Schreibstuben alkoholfreie Kantinen nach dem Vorbild der Soldatenstuben ein. Züblin entwickelte Reglemente zur Kantinenführung und kämpfte für eine Kostenbeteiligung durch die Arbeitgeber. 1918 konnte die erste derartige Arbeiterstube bei der Maschinenfabrik Gebrüder Bühler in Uzwil eröffnet werden.
Mit der Einrichtung weiterer Kantinen entwickelte sich der Schweizer Verband Soldatenwohl schnell und wurde 1920 in Schweizer Verband Volksdienst umbenannt. Heute hat die SV Stiftung als Hauptaktionärin der SV Group die Aufgabe, die Gründungsidee zu bewahren.
Else Spiller heiratete 1921 Ernst Züblin, den sie auf der Amerikareise kennen gelernt hatte, und zog nach dem frühen Tod ihrer Schwägerin deren vier Kinder gross.
Else Züblin-Spiller war in der Schweizer Frauenbewegung aktiv, wirkte 1928 bei der Schweizerischen Ausstellung für Frauenarbeit (Saffa) und 1946 am Dritten Frauenkongress mit. Sie leitete ab 1939 die Genossenschaft des Schweizer Frauenblatts. 1938 war sie Mitbegründerin des zivilen Frauenhilfsdienstes FHD und gehörte bis 1941 der FHD-Kommission an. Im Zweiten Weltkrieg war sie Präsidentin der Eidgenössischen Kommission für Kriegsernährung, musste sich aber nach dem Krieg als Frau mit einem Einsitz in den Kommissionen für Auslandschweizerfragen und Heimarbeit begnügen.

## Auszeichnungen
- 1936 den Binet-Fendt-Preis des Eidgenössischen Departements des Innern
- 1941 von der Universität Zürich als zweite Frau das Ehrendoktorat
- Die Städte Zürich (seit 1949)[2] und Winterthur (seit 1. April 2003) haben sie mit Strassennamen geehrt. In Winterthur heisst auch die naheliegende Bushaltestelle «Else Züblin».

## Schriften (Auswahl)
- Slums. Erlebnisse in den Schlammvierteln moderner Grossstädte. 1911. Neu herausgegeben und mit einem Nachwort von Peter Payer. Czernin Verlag, Wien 2008, ISBN 978-3-7076-0267-8.
- Von der Not des Lebens. Handelsdepartement der Heilsarmee, Bern 1913.
- Aus unseren Soldatenstuben. Geleitwort von Theophil Sprecher von Bernegg, Verlag Schweizer Verband Volksdienst-Soldatenwohl, 1915.
- Aus meinem Leben. Erinnerungen. Rascher Verlag, Zürich 1929, OCLC 603858632.
- 30 Jahre Volksdienst-Soldatenwohl. Schweizer Verband Volksdienst-Soldatenwohl, Zürich 1944.